# マーク・矢崎治信
マーク・矢崎治信（まーく・やざきはるのぶ、1959年4月22日 - 2025年1月8日）は、日本の占星術師。千葉県出身。
西洋占星術関連の雑誌や一般雑誌での連載、記事執筆など多方面で活動している。また、2011年3月現在毎日新聞朝刊の占いコーナーでの連載も担当している。

## 主な著作
- マークの魔女入門（1983年、実業之日本社）
- マークのおまじない入門（1987年、実業之日本社）
- おまじないの本　決定版（1988年、二見書房）
- キョンシーのおまじない（1988年、二見書房）
- マークのおまじない1000（1988年、実業之日本社）
- キョンシー占い（1988年、二見書房）
- ネクロノミコン秘呪法（1988年、二見書房）
- キューピッドさんの秘密（1989年、二見書房）
- マークの不思議なおまじない（1989年、実業之日本社）
- マークの大金運おまじない（1989年、実業之日本社）
- 神秘の前世占い（1990年、二見書房）
- 日本の怪奇・心霊現象108（1992年、日本文芸社）
- 366日誕生星の本（1993年、日本文芸社） - 2005年に同社より新装版発売。
- 宿命を変える占星術（1994年、主婦と生活社）
- 今夜は眠れない29の恐怖体験（1994年、同文書院）
- しのびよるミステリー38の不思議な体験（1994年、同文書院）
- 13星座占星術 （1995年、主婦と生活社）
- 13星座占星術2 （1996年、主婦と生活社）
- 当たる13星座占い（1997年、実業之日本社）
- フォーチュン・ファンタジー 98年版（1997年、コンピュータニュース社）
- 13星座の恋愛占い（1997年、主婦と生活社）
- 超ズバリ未来がわかる占い大全集（1999年、ポプラ社）
- こわ〜いほど当たる相性うらない（2001年、ポプラ社、イラスト：ホソクボオモチャ）
- メチャクチャ当たる！最強トランプ占い（2005年、ポプラ社、イラスト：森のくじら）
- 恋占い&おまじない（2006年、金の星社、イラスト：對馬有香） - 2009年に同社よりハンディ安価版発売。
- キャラクター占い（2006年、金の星社、イラスト：米良） - 2009年に同社よりハンディ安価版発売。
- 心理テスト&夢占い（2006年、金の星社、イラスト：米良、中野サトミ） - 2009年に同社よりハンディ安価版発売。
- トランプ&サイコロ占い（2006年、金の星社、イラスト：吾妻ナオミ）
- 星座&血液型占い（2006年、金の星社、イラスト：中野サトミ） - 2009年に同社よりハンディ安価版発売。
- 私たちのおまじない1000（2008年、成美堂出版）
- 366日バースデイ大百科（2009年、成美堂出版）
- ドキッ心理テスト400（2009年、成美堂出版）
- 当たる!占い大じてん（2010年、成美堂出版）